# Refuge des Estagnous
Le refuge des Estagnous est un refuge situé sur la commune de Bordes-Uchentein, au pied du mont Valier, dans les Pyrénées, à 2 246 mètres d'altitude.

## Toponymie
Estagnous est la francisation de l'adjectif occitan estanhós (en français « stagnant, croupissant »), lequel se rapporte à un lieu où se trouvent des nappes d'eau immobiles.

## Histoire
Construit en 1912 à l'instigation des membres du Touring club de France du Castillonnais, le « refuge-abri » des Estagnous est l'un des plus anciens des Pyrénées. Bien que mal entretenu, il servit, durant la Seconde Guerre mondiale, de relais aux patriotes, aux réfugiés qui fuyaient le nazisme en empruntant ce qui est devenu « le chemin de la liberté » vers l'Espagne par le difficile col de la Pale de la Claouère (2 522 m).
Par la suite, le refuge est abandonné, pillé, et menace ruine. C'est alors que le Syndicat d'initiative de Saint-Girons décide sa restauration et obtient du Touring club de France la cession de ses droits sur l'exploitation du bâtiment. Grâce au travail bénévole d'une équipe de montagnards saint-gironnais, le bâtiment ouvre au public en 1978 et devient dès lors un refuge gardé. En 1998, l'obligation de respecter les normes européennes incite l'Office de tourisme de Saint-Girons à céder le refuge à la communauté de communes du Castillonnais. Les travaux terminés en 2000 permettent d'accueillir 70 randonneurs.
En 2000 est créée une via ferrata reliant le refuge à l'étang Long. Surplombant l'étang Rond, elle permet une découverte de la verticalité en sécurité et un point de vue de qualité. Un départ est possible depuis le refuge ou l'étang Long. L'itinéraire total orienté ouest est de 1 200 m, dont 620 m équipés en deux parties et pour 150 m de dénivelé. La durée aller est de 2 h 30. Cette via ferrata est classée en difficulté D, c'est-à-dire difficile.

## Caractéristiques et informations

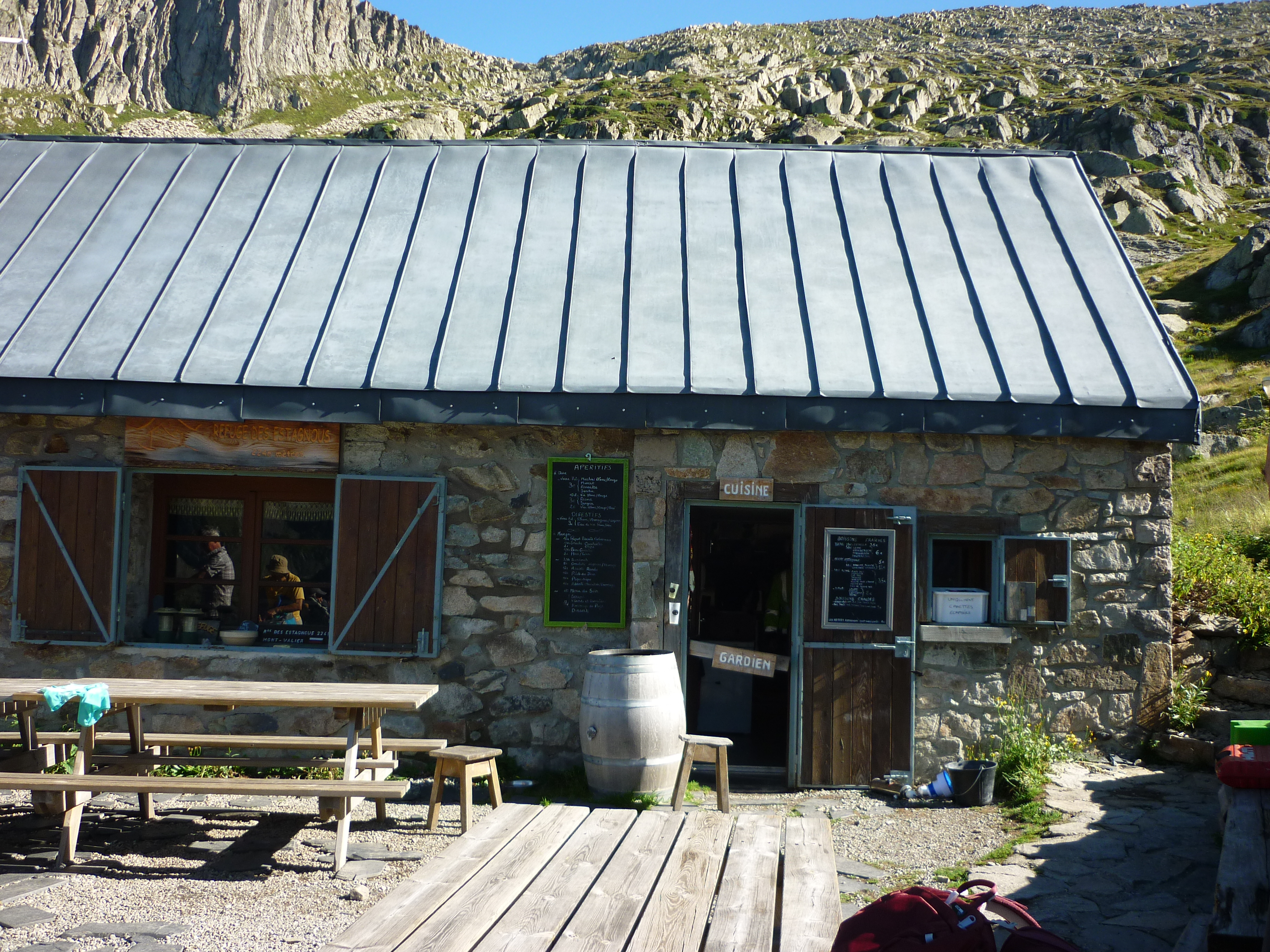
Terrasse du refuge

Le refuge est généralement gardé de mi-juin à mi-octobre. Hors période de gardiennage, il conserve une capacité d'accueil de 20 personnes.
Parmi les 28 balises Nivôse de Météo-France, deux se trouvent en Ariège, dont celle du port d'Aula à l'altitude de 2 140 m pour le Couserans.

## Randonnées et ascension
Les voies d'accès sont uniquement pédestres et pour des randonneurs avertis et bien équipés. L'accès principal est celui de la vallée du Riberot, sur la commune de Bordes-Uchentein, depuis le parking du plat de la Lau, il convient de prévoir 3 heures pour atteindre le refuge.
Outre l'ascension du mont Valier (2 838 m), principal objectif des randonneurs, le refuge peut être le point de départ de plusieurs randonnées soit vers les étangs Long et Rond, soit la crête frontalière (pic de Barlonguère, pic des Trois Comtes...), soit sur les parties proches de parcours célèbres comme le chemin de la Liberté, Pass'aran ou la boucle des Passeurs.

## Traversées
Après une nuit au refuge, de nombreuses possibilités existent à différents niveaux de difficultés. On peut aussi facilement se rendre à Notre-Dame de Montgarri (commune de Naut Aran) en val d'Aran, le versant sud des Pyrénées étant moins rude quant aux pentes.